# N'Golobougou
N’Golobougou est une localité et une commune rurale du Mali, chef-lieu d'arrondissement dans le cercle de Banco et la région de Dioïla.

## Villages
La commune s'étend sur 24 villages relevés lors du recensement général de 2009. 
Les villages les plus peuplés sont :
- Sirankoro (2 313 habitants) ;
- Nala 1 (2 025 habitants) ;
- Niandoumana (1 943 habitants)
- N'Golobougou (1 913 habitants).